# Costa Cavallo
Costa Cavallo è un rilievo dell'Appennino umbro-marchigiano, nel Lazio, nella provincia di Rieti, nell'area nord occidentale del comune di Accumoli.